# La Flamengrie (Aisne)
La Flamengrie é uma comuna francesa na região administrativa de Altos da França, no departamento de Aisne. Estende-se por uma área de 26,43 km². Em 2010 a comuna tinha 1 120 habitantes (densidade: 42,4 hab./km²).